# Callyspongia latituba
Callyspongia latituba är en svampdjursart som först beskrevs av Arthur Dendy 1924.  Callyspongia latituba ingår i släktet Callyspongia och familjen Callyspongiidae. Inga underarter finns listade i Catalogue of Life.